# China Northwest Airlines

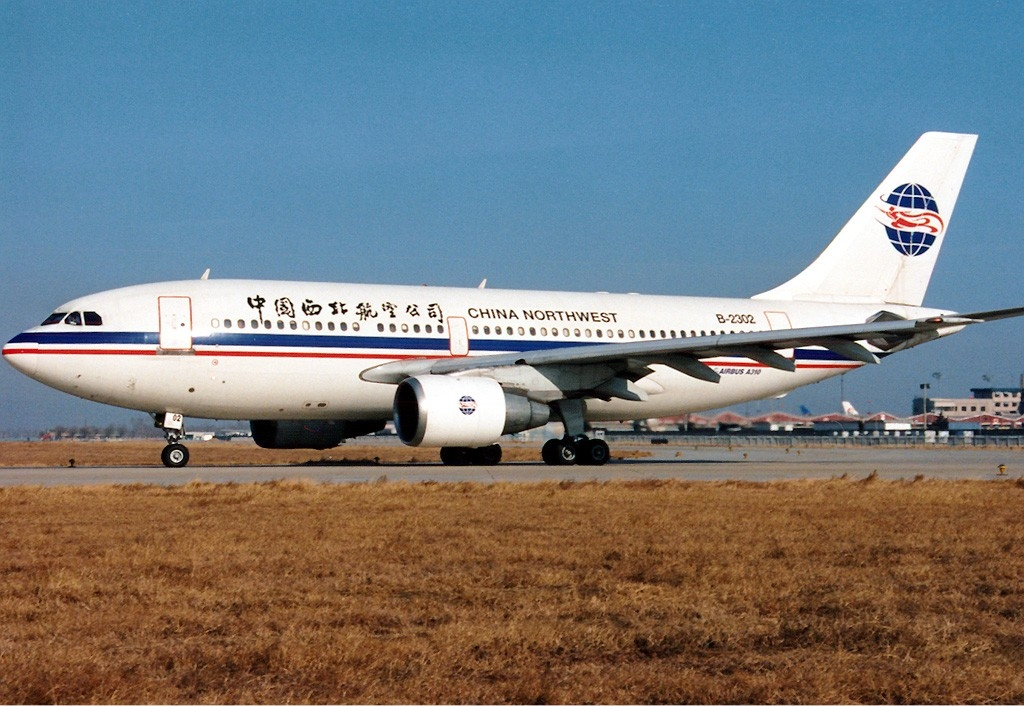
Airbus A310-200 de la compagnie China Northwest Airlines.

China Northwest Airlines (en chinois : 中国西北航空公司)（code AITA WH) est une compagnie aérienne chinoise, membre du groupe de China Eastern Airlines avec laquelle elle a fusionné en 2002.